# YEN TOWN BAND
YEN TOWN BAND（イェン・タウン・バンド）とは、岩井俊二監督の映画『スワロウテイル』（1996年9月14日公開）の劇中に登場する、主人公グリコがボーカリストをつとめる架空の無国籍バンド。また同バンド名義で実際にアルバムとシングルをリリースし、2003年と2015年にはバンドメンバーを揃えてライブも行っている。

## 概要
オリジナル・メンバーは、ボーカリストに劇中でグリコ役を演じたCHARA、プロデューサーでキーボーディストの小林武史、ギタリストの名越由貴夫、作詞・コンセプト統括の岩井俊二の4人。レコーディングでの演奏者は楽曲ごとに異なる。
映画「スワロウテイル」制作中に岩井の「ただサウンドトラックを作るんじゃなくて、物語の中にバンドが出てくるから、そのバンドでアルバムを1枚作ってみないか?」と提案し、小林も「架空のバンドだから何やってもいいし、メンバーも僕が選べる。スケジュールはきついけどやってみよう」と乗り気になった所から始まった。
楽曲制作は小林がコンセプトとなるヒントを岩井からもらい、それに対する答えを岩井に返すことで進行していった。
シングル「Swallowtail Butterfly 〜あいのうた〜」は当初はFM局で頻繁に流され、『HEY!HEY!HEY! MUSIC CHAMP』への出演以後ヒットが独り歩きを始め、オリコンチャートで1位を記録、約85万枚または100万枚を売り上げる大ヒットとなった。
2015年の復活ライブを機に、本格的にバンドとしての活動を開始。

## 略歴
1996年
- 7月22日 - シングル「Swallowtail Butterfly 〜あいのうた〜」をリリース。
- 9月2日 - フジテレビの音楽番組『HEY!HEY!HEY! MUSIC CHAMP』に出演。
- 9月16日 - 映画で使用された全8曲を収めたサウンドトラック『MONTAGE』を発売。

2003年
- 10月4日 - SHIBUYA-AXで行われたライブ・イベント「in the city TOKYO 2003 -SPECIAL PROGRAM LIVE- あいのうた Produced by 小林武史」にMy Little Lover、Salyuとともに出演、結成7年目にして初のライブを行なった。

2015年
- 9月12日 - 新潟県十日町市のまつだい「農舞台」で行われる『大地の芸術祭 越後妻有アートトリエンナーレ 2015』で12年ぶりとなる復活ライブを行う。
- 10月17日 - 25日 - ライブイベント「JFL presents LIVE FOR THE NEXT supported by ELECOM」出演（全国5か所のZepp）。
- 12月2日 - 19年ぶりの新曲「アイノネ」をリリース。

2016年
- 6月22日 - 「アイノネ」に続いて、シングル「my town」をリリース。
- 7月20日 - 「MONTAGE」から実に20年半ぶりとなるオリジナル・アルバム「diverse journey」をリリース。
- 7月31日 - 野外ライブフェスイベント「Reborn-Art Festival × ap bank fes 2016」に出演。
- 10月8日 - 11日 - 岡山県・犬島精錬所美術館発電所跡で開催されたイベント『円都空間 in 犬島 produced by Takeshi Kobayashi』において、映画「スワロウテイル」に登場する架空の都市・円都（YEN TOWN）を表現する2時間におよぶ“協奏組曲”を演奏。

2017年
- 9月5日 - 野外ライブフェスイベント『Reborn-Art Festival 2017 YEN TOWN BAND × Lily Chou-Chou LIVE』に、Lily Chou-Chouと共に約1年振りに出演をする。

2021年
- 3月11日 - TBSの音楽番組『音楽の日』に出演。
- 11月6日 - 映画公開25周年を記念したライブイベント「YEN TOWN BAND SPECIAL LIVE in KURKKU FIELDS」を千葉県・KURKKU FIELDSにて開催。

## メンバー
- Chara - ボーカル担当。
- 小林武史 - キーボード、ギター担当。
- 名越由貴夫（COPASS GRINDERZなど） - ギター担当。
- 岩井俊二 - 作詞、コンセプト統括担当。

### サポートメンバー
2003年
- 清水ひろたか（Brother's Sister's Daughterなど） - ギター担当。
- 高桑圭（Curly Giraffe、元GREAT3） - ベース担当。
- 白根賢一（GREAT3） - ドラム担当。
- 山崎透 - キーボード担当。

2015年以降
- 清水ひろたか（Brother's Sister's Daughterなど） - ギター担当。
- 村田シゲ（□□□、CUBISMO GRAFICO FIVEなど） - ベース担当。
- 吉木諒祐（THE NOVEMBERS） - ドラム担当。
- 加藤哉子 - コーラス担当。
- 平岡恵子 - コーラス担当。

## ディスコグラフィー

### シングル
|     | 発売日        | タイトル                             | 規格  | 規格品番                  | オリコン 最高順位 |
| --- | ------------- | ------------------------------------ | ----- | ------------------------- | ----------------- |
| 1st | 1996年7月22日 | Swallowtail Butterfly 〜あいのうた〜 | CD    | ESDB-3697                 | 1位               |
| 2nd | 2015年12月2日 | アイノネ                             | CD    | UMCK-9796〜9797 UMCK-5588 | 28位              |
| 3rd | 2016年6月22日 | my town                              | CD    | UMCK-5601                 | 57位              |
| -   | 2017年11月3日 | Swallowtail Butterfly ～あいのうた～ | 7inch | UMJK-9070                 | 20位              |

### アルバム
|     | 発売日        | タイトル        | 規格 | 規格品番            | オリコン 最高順位 |
| --- | ------------- | --------------- | ---- | ------------------- | ----------------- |
| 1st | 1996年9月16日 | MONTAGE         | CD   | ESCB-1790           | 1位               |
| 2nd | 2016年7月20日 | diverse journey | CD   | UMCK-1547 UMCK-9852 | 16位              |

### 映像作品
- 『YEN TOWN BAND・Lily Chou-Chou Projet 円都空間 in 犬島』（2017年6月14日）

## タイアップ一覧
| 使用年 | 曲名                                 | タイアップ先                                                          |
| ------ | ------------------------------------ | --------------------------------------------------------------------- |
| 1996年 | Swallowtail Butterfly 〜あいのうた〜 | 日本ヘラルド映画配給映画『スワロウテイル』主題歌                      |
| 1996年 | してよしてよ                         | 日本コカ・コーラ「スプライト クール」CMソング                         |
| 1997年 | Swallowtail Butterfly 〜あいのうた〜 | TBS系 金曜ドラマ『最後の恋』第1話挿入歌                               |
| 2015年 | アイノネ                             | エレコム「JFL presents FOR THE NEXT supported by ELECOM」テーマソング |
| 2016年 | my town                              | 東京メトロ「Find my Tokyo」CMソング                                   |
| 2018年 | Swallowtail Butterfly 〜あいのうた〜 | ライオン「ソフラン アロマリッチ」CMソング                             |